# Graham Allison
Graham Tillett Allison, Jr. (Charlotte, 23 de març de 1940) és un politòleg estatunidenc conegut per la seva contribució a l'anàlisi, a la fi de la dècada de 1960 i inicis de la dècada de 1970, de la presa de decisions en el món burocràtic, especialment en temps de crisi. Des de la dècada del 1970, Allison ha estat un reconegut analista de la seguretat nacional dels EUA i la seva política de defensa, amb un interès especial en les armes nuclears i el terrorisme.

## Biografia
Va néixer a Charlotte, Carolina del Nord. Es va graduar a la Universitat Harvard el 1962, i a la Universitat d'Oxford amb una beca Marshall el 1964. Després va tornar a Harvard, on va obtenir un títol PhD en ciències polítiques el 1968. Des d'aleshores va ser en aquesta universitat tota la seva carrera acadèmica, on va ser degà de la Escola de Govern John F. Kennedy des de 1977 a 1989. Actualment és director del Belfer Center for Science & International Affairs.
També ha estat assessor de la Corporació RAND, membre del Council on Foreign Relations, membre del comitè visitant sobre estudis de política exterior en la Institució Brookings (1972-1977) i membre de la Comissió Trilateral (1974-1984), entre altres organitzacions amb les quals ha estat relacionat. Com a acadèmic, destaca per la seva obra Essence of Decision: Explaining the Cuban Missile Crisisb (1971).

### Treball com a analista
Allison ha estat molt involucrat amb la política de defensa dels EUA des que va treballar com a assessor i consultor del Pentàgon en la dècada de 1960. Ha estat membre de la Junta de política de defensa del Secretari de Defensa dels Estats Units des de 1985. Va ser assessor especial del Secretari de Defensa entre 1985 i 1987. Igualment, de 1993 a 1994 va coordinar la política i estratègia dels Estats Units cap a l'antiga Unió Soviètica. Va ser assessor informal de Michael Dukakis durant la seva campanya presidencial de 1988.

### Treball com a acadèmic
Allison és més conegut com a científic polític pel seu llibre Essence of Decision: Explaining the Missile Crisis (1971), en el qual va desenvolupar dos nous paradigmes teòrics -un model de procés organitzacional i un model de política burocràtica- per ampliar el llavors prevalent enfocament d'entendre la presa de decisions de política exterior utilitzant un model d'agent racional basat fortament en la Teoria de l'elecció racional. Essence of Decision va revolucionar ràpidament l'estudi de la presa de decisions en la ciència política i més enllà.

### Articles Científics
- 1969: "Conceptual Models and the Cuban Missile Crisis". American Political Science Review. 63(3): 689-718.
- 1972: "Bureaucratic Politics: A Paradigm and Some Policy Implications." World Politics. 24:40-79 (amb Morton H. Halperin).

### Llibres
- 1971: Essence of Decision: Explaining the Cuban Missile Crisis. Little, Brown.
- 1976: Remaking Foreign Policy: The Organizational Connection. Basic Books (amb Peter Szanton).
- 1983: Sharing International Responsibility Among the Trilateral Countries. Trilateral Commission (amb Nobuhiko Ushiba i Thierry de Montbrial).
- 1985: Hawks, Doves and Owls: An Agenda for Avoiding Nuclear War. W.W. Norton. (editat amb Albert Carnesale i Joseph Nye Jr).
- 1989: Windows of Opportunity: From Cold War to Peaceful Competition. Ballinger (editat amb William Ury).
- 1992: Rethinking America's Security: Beyond Cold War to New World Order. W.W. Norton (editat amb Gregory Treverton).
- 1996: Avoiding Nuclear Anarchy: Containing the Threat of Loose Russian Nuclear Weapons and Fissile Material. MIT Press.
- 2004: Nuclear Terrorism: The Ultimate Preventable Catastrophe. Henry Holt.
- 2013: Lee Kuan Yew: The Grand Master's Insights on Xina, the United States, and the World. MIT Press (amb Robert D. Blackwill, Ali Wyne, i un pròleg de Henry A. Kissinger).
- 2017: Destined for War: Can America and China Escape Thucydides's Trap?. Houghton Mifflin Harcourt.

### Articles
- Allison, Graham (2015-09-24). "The Thucydides Trap: Are the O.S. and China Headed for War?", The Atlantic.